# T-34 (航空機)
T-34 メンター
アメリカ空軍のT-34A
- 用途：初等練習機
- 製造者：ビーチエアクラフト
- 運用者

  -  アメリカ合衆国（アメリカ空軍・海軍）
  -  日本（航空・海上・陸上自衛隊）
  -  中華民国（中華民国空軍）
  - 他多数
- 初飛行：1948年12月2日
- 生産数：2300機
- 運用開始：1953年
- 運用状況：一部の国で現役

T-34 メンター（英: T-34 Mentor）は、第二次世界大戦後にアメリカ合衆国の航空機メーカー、ビーチエアクラフト社が開発した単発レシプロ練習機である。世界20ヶ国以上に採用された。Mentorとは「良き助言者」「優れた指導者」の意。

## 概要

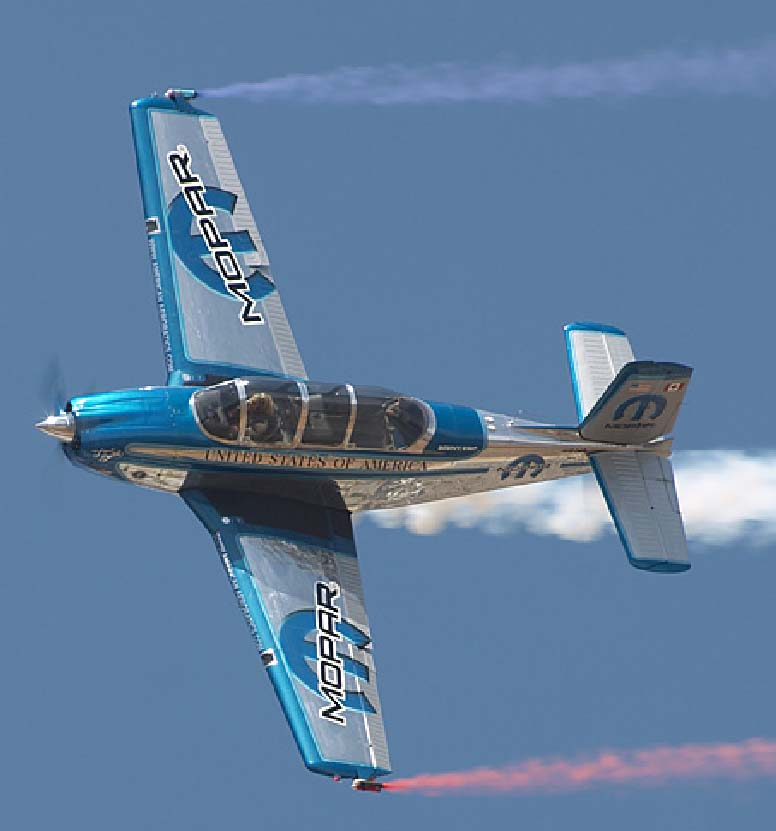
曲技飛行機として使用されるT-34（2006年）

良好な操縦性と安定性、そして荒い使用にも耐える頑丈さから傑作練習機との評価が高く、初飛行から50年以上を経た現在でも練習用として使用されている。アメリカでは民間に払い下げられた機体が曲技飛行機として多数使用されている。

## 機体
ビーチクラフト社のヒット作である民間機ボナンザをベースに開発され、エンジンにコンチネンタル製O-470-13を搭載、ボナンザの特徴的なV字尾翼は通常の単尾翼形式に、4人乗りのキャビンはタンデム（縦列）複座の操縦席に変更された。
モデル45 メンターとして1948年12月2日に初飛行した。
1953年にアメリカ空軍の初等練習機として採用され、T-34Aの正式名称が与えられた。その後、アメリカ海軍でエンジンを換装したモデルをT-34Bとして採用した。輸出も広く行われ、カナダ、アルゼンチン、日本ではライセンス生産も行われた。アメリカ空軍では1960年から全ジェット化訓練を導入したため退役し、アメリカ海軍でも1977年から後述するT-34Cと交代した。
エンジンをプラット・アンド・ホイットニー・カナダ製PT6A-25ターボプロップエンジンに換装したT-34C ターボメンターは、1973年9月21日に初飛行し、アメリカ海軍向けに1990年まで製造された。ターボプロップエンジンへの換装により性能が向上したほか、兵器訓練型のT-34C-1では主翼下に4箇所のハードポイントが設けられ、COIN機としての運用も可能だった。輸出も行われ、同時期に登場したターボプロップ練習機ピラタス PC-7にこそ及ばなかったものの多くの国に採用された。アメリカ海軍では後継機であるT-6 テキサンIIとの交代し退役済みだが、海外では現在でも運用されている。
また、1955年にT-34のコンポーネントを流用して作られたジェット練習機モデル73 ジェットメンターは、アメリカ初の軽量ジェット練習機となったが、試作のみに終わっている。

## 富士重工での生産
日本では独自の改良を加えた派生型を現在に至るまで数多く製造している。1952年（昭和27年）に保安庁（現防衛省）が初等練習機を50機導入することとなり、富士重工業（旧中島飛行機）が生産ライセンスを取得したT-34Aを採用した。翌1953年（昭和28年）にまず20機がアメリカ軍から貸与され、警備隊に10機、保安隊に10機が導入された後、富士によるライセンス生産によって30機が導入された。さらに、1954年（昭和29年）10月から1957年（昭和32年）7月まで、ノックダウン生産で49機、ライセンス生産で75機の計124機を生産し、発展発足した航空自衛隊に「はつかぜ」として採用された。そして翌1958年（昭和33年）から1959年（昭和34年）までは、戦時賠償としてフィリピン向け36機、インドネシア向け1機を生産した。
これらとは別に、独自にキャビンを改造した多座席連絡機LM-1を生産し、陸上自衛隊へ納入した。続いて海上自衛隊向けにKM-2を製造し、以後、派生型は21世紀まで生産が続いている。また、富士はこのライセンス生産を通じて、アメリカ式の効率的な生産方法を学び、官民問わず数多くの航空機の製造に携わっている。
なお、警備隊の機体は航空自衛隊の所属となったため、航空自衛隊ではKM-2での教育が始まるまで海上自衛隊の初等操縦訓練も行なっていた。1964年（昭和39年）にはパイロット養成が一段落し数的余裕が生まれたため、少数のT-34Aが陸上自衛隊と海上自衛隊へ移管され連絡機として使用された。また、空自の機体は1958年（昭和33年）から1982年（昭和57年）まで、救難捜索機としても使用されていた。

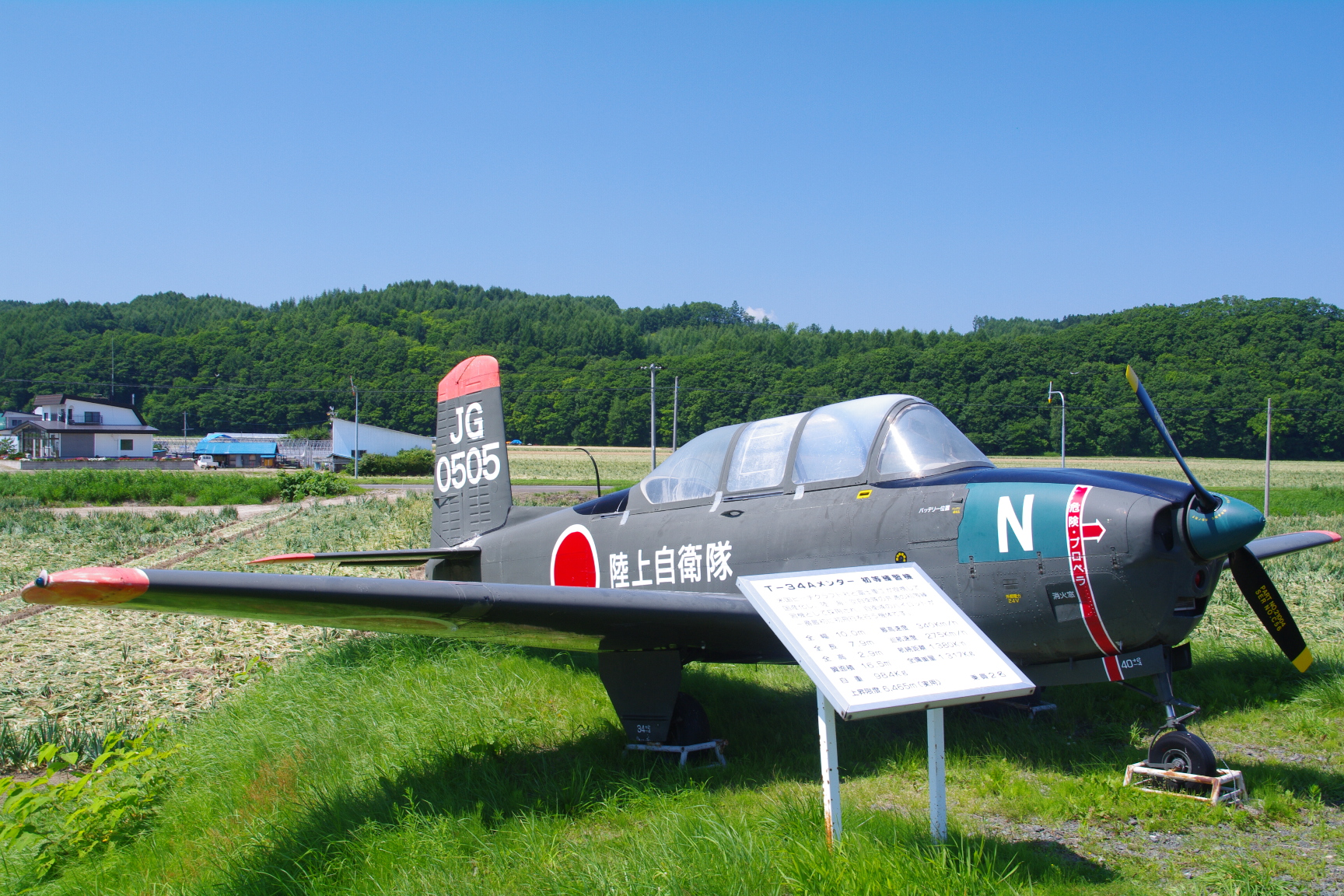
陸上自衛隊機
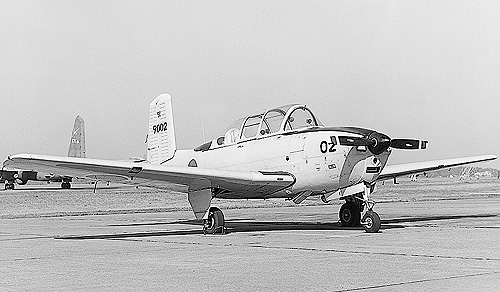
海上自衛隊機
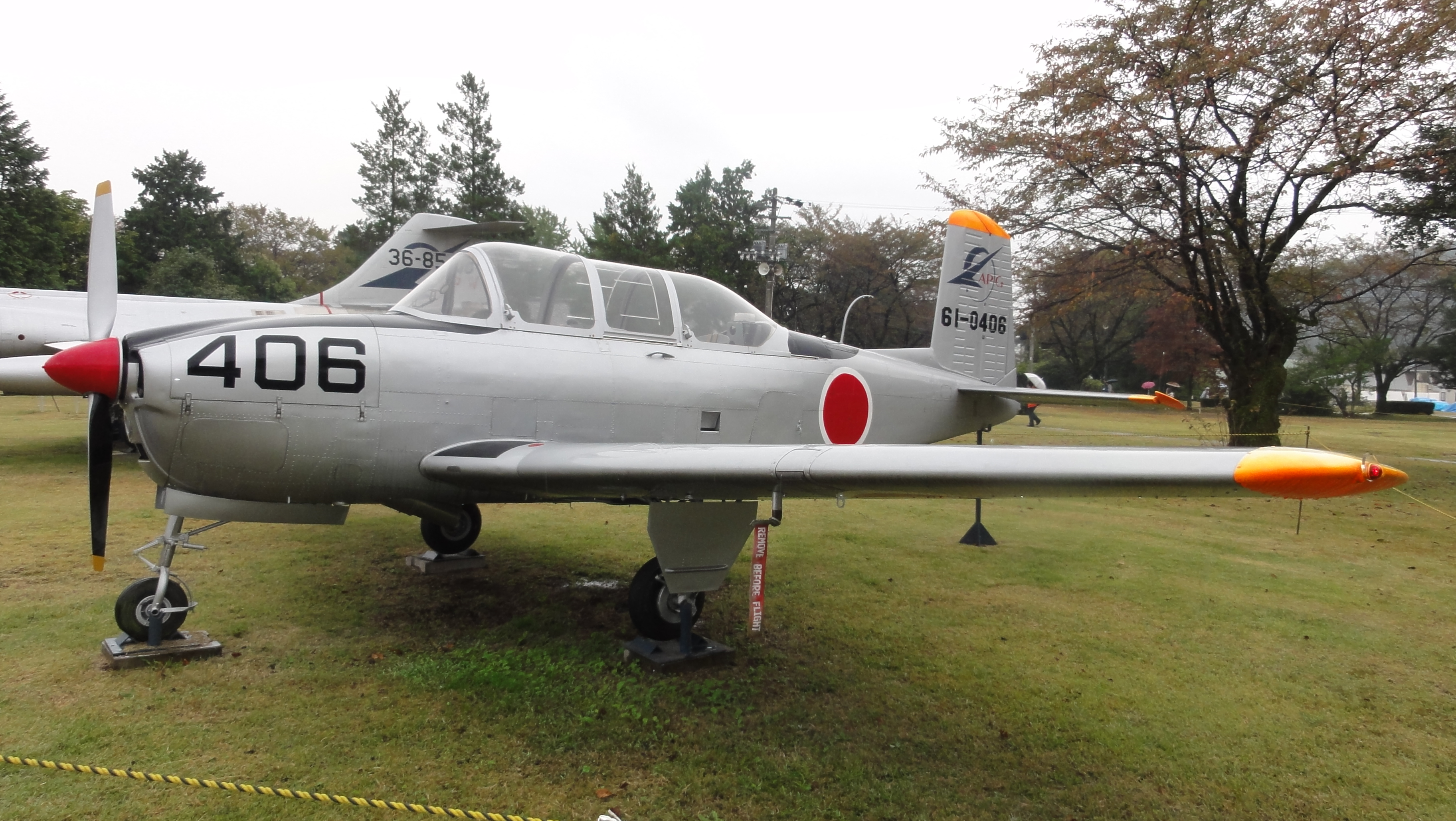
航空自衛隊
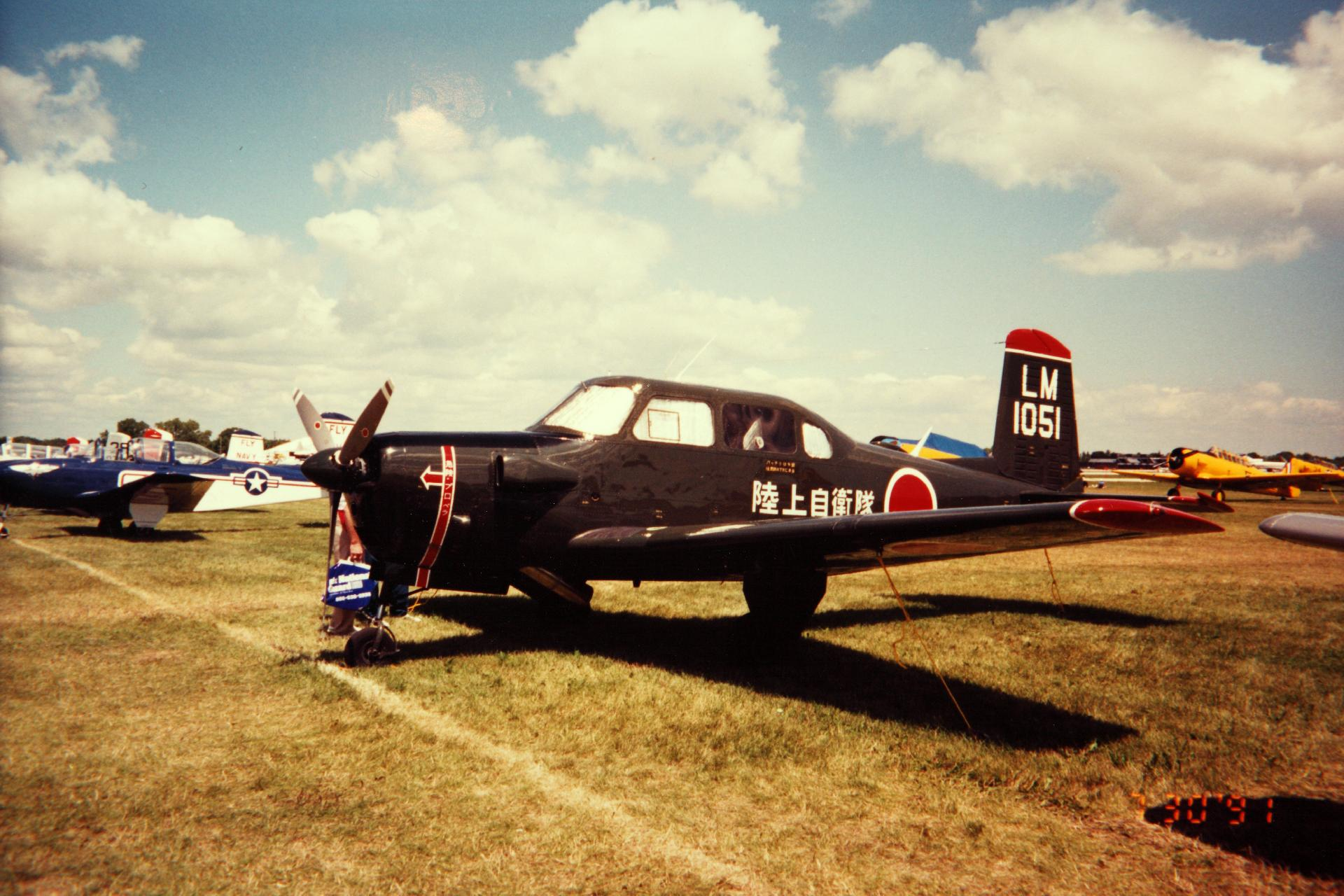
多座席連絡機 LM-1

## 採用国
- アメリカ合衆国
- アルゼンチン
- ボリビア
- カナダ
- チリ
- コロンビア
- ドミニカ共和国

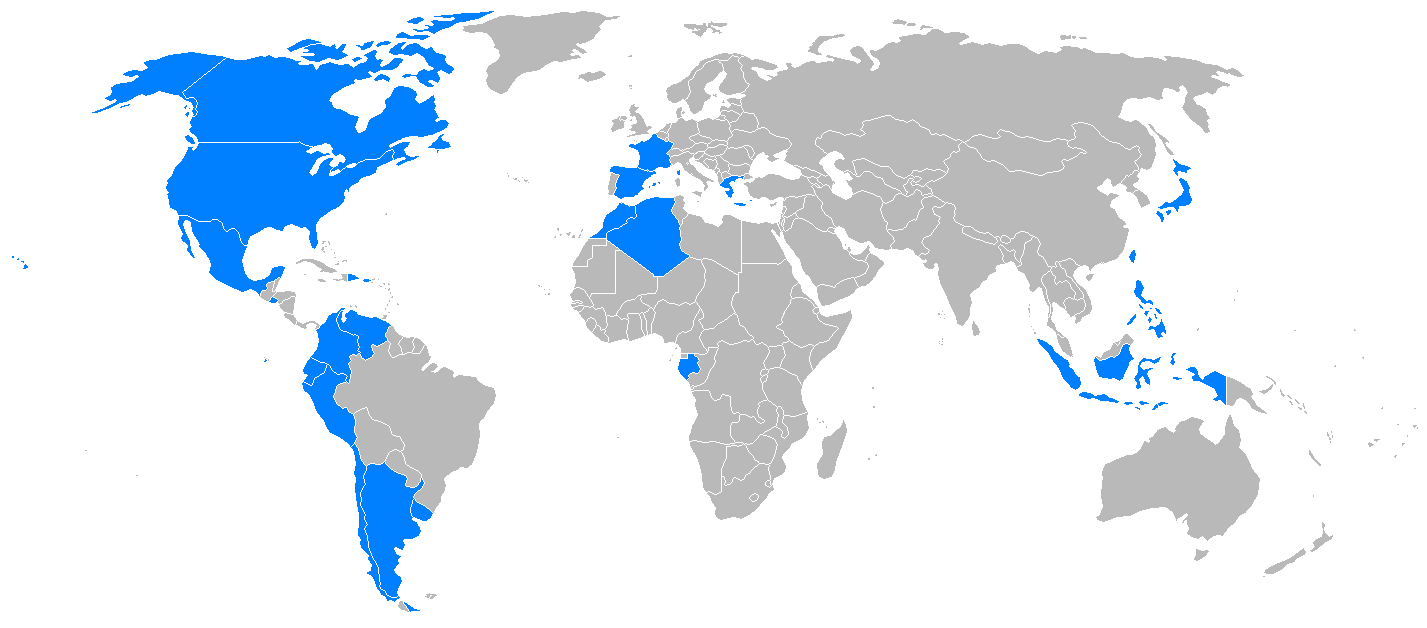
T-34の採用国

- アルジェリア - 1979年のイランアメリカ大使館人質事件 に際してアルジェリア政府が解決に協力した事から、C-130ハーキュリーズ輸送機などと共にアメリカから贈与された。
- エクアドル
- スペイン
- フランス
- ガボン - ガボン空軍が運用[2]。退役済み[3]。
- インドネシア
- 日本
- モロッコ - 2024年時点で、モロッコ空軍が9機のT-34Cを保有[4]。
- メキシコ
- ペルー
- フィリピン
- 中華民国（台湾）
- サウジアラビア
- エルサルバドル
- トルコ
- ウルグアイ
- ベネズエラ

## バリエーション
- T-34A：アメリカ空軍向け。
- T-34B：アメリカ海軍向け。
- T-34C ターボメンター：エンジンをターボプロップ化した型。
  - ターボメンター34C：民間向けのT-34C。実際には政治的事情などでT-34Cの導入が難しい国への輸出用といわれている。上記の理由から、1979年に（当時、旧東側諸国寄りとされた）アルジェリア空軍に6機輸出された。
- T-34C-1：翼下にハードポイントを装着した、T-34Cの軽攻撃機型。
- モデル73 ジェットメンター：T-34のコンポーネントを流用して作られた試作ジェット練習機。

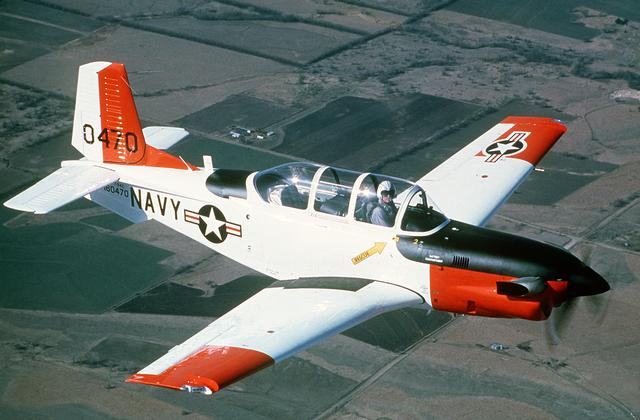
T-34C ターボメンター
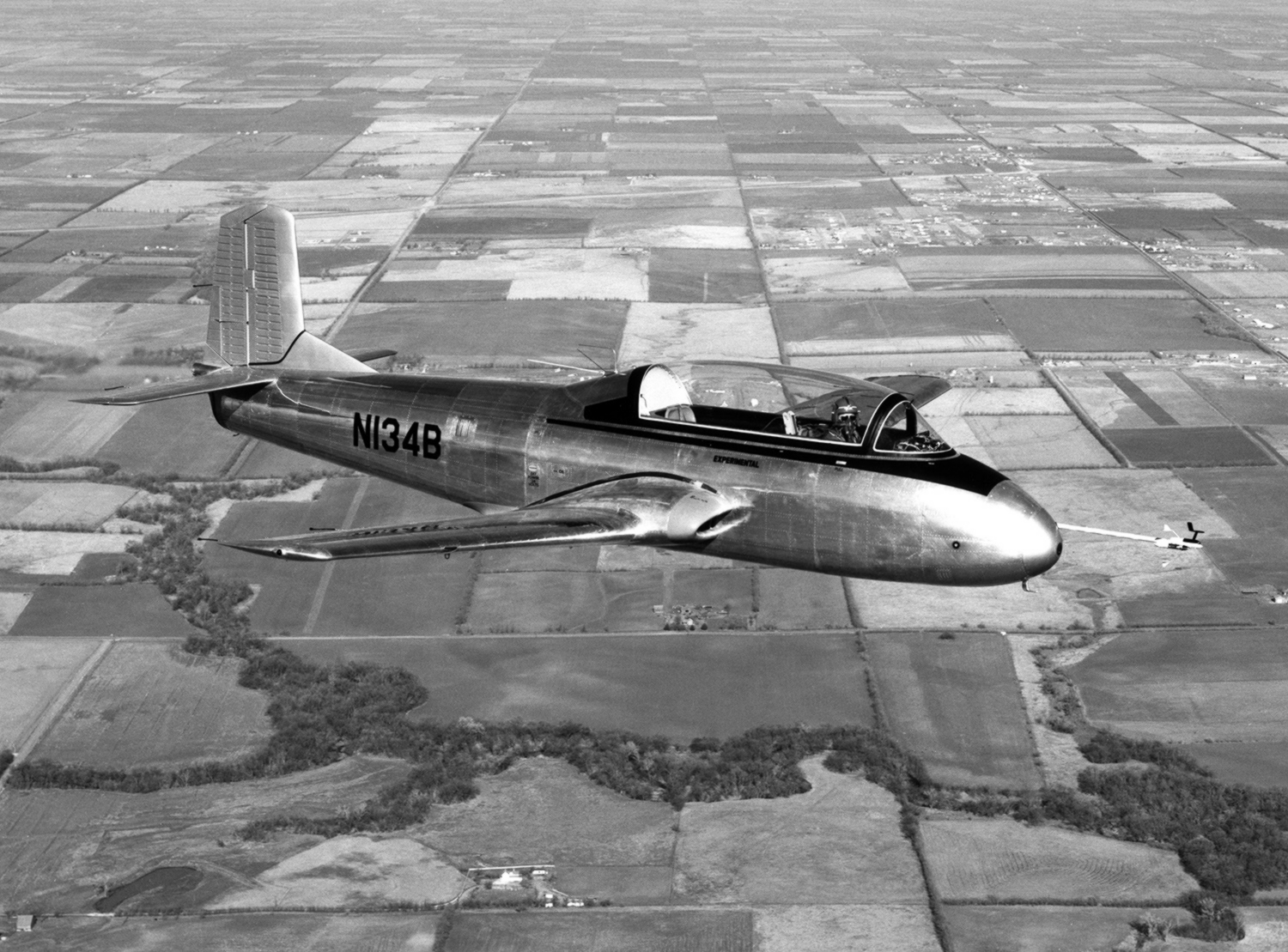
モデル73 ジェットメンター

富士重工業製品（詳細は各項目を参照）
- LM-1：キャビンを改造した多座席連絡機。
- KM-2：エンジン、プロペラなどを改修した並列複座の練習機。
- T-3：KM-2を縦列複座にした練習機。
- T-5：KM-2をターボプロップ化し、運動性能を向上させた練習機。
- T-7：T-3をターボプロップ化し、運動性能を向上させた練習機。

## スペック
T-34A
- 乗員：2名
- 全長：7.87m
- 全幅：10.01m
- 全高：2.92m
- 翼面積：16.50m2
- 空虚重量：932kg
- 最大離陸重量：1,315kg
- エンジン：コンチネンタルO-470-13水平対向エンジン×1
- 出力：225shp（軸馬力）
- 最大速度：304km/h=M0.25
- 航続距離：1,238km
- 実用上昇限度：6,465m
- 上昇率：369m/分

T-34C
- 乗員：2名
- 全長：8.75m
- 全幅：10.60m
- 全高：2.92m
- 翼面積：16.7m2
- 空虚重量：1,342kg
- 最大離陸重量：1,950kg
- エンジン：プラット・アンド・ホイットニー・カナダPT6A-25ターボプロップエンジン×1
- 出力：298kW
- 最大速度：396km/h=M0.32
- 航続距離：1,311km
- 実用上昇限度：9,145m
- 上昇率：451m/分

## 登場作品

### 映画
『ジェットF104脱出せよ』
静浜基地の第11飛行教育団所属であるA型が登場。序盤にて、F-104J戦闘機のパイロットを目指す主人公の飛行幹部候補生たちが、第1初級操縦課程の訓練において搭乗する。
撮影には、航空自衛隊の全面協力で実物が使用されている。